# Hauts-de-Seine
Hauts-de-Seine este un departament în centrul Franței, situat în regiunea Île-de-France - aglomerația urbană din jurul Parisului. Este numit după râul Sena care traversează departamentul și a fost format în urma reorganizării din 1968 prin împărțirea departamentelor Seine-et-Oise și Seine. Împreaună cu departamentele Seine-Saint-Denis și Val-de-Marne formează o centură în jurul Parisului, toate patru fiind una dintre cele mai dens locuite zone din Europa. În Hauts-de-Seine se află cartierul La Défense iar președintele consiliului regional a fost Nicolas Sarkozy, fost ministru de interne al Franței, din anul 2007 Președintele Franței.

## Localități selectate

### Prefectură
- Nanterre

### Sub-prefecturi
- Antony
- Boulogne-Billancourt

### Alte orașe
- Asnières-sur-Seine
- Bagneux
- Bois-Colombes
- Bourg-la-Reine
- Clamart
- Châtenay-Malabry
- Châtillon
- Chaville
- Clichy
- Colombes
- Courbevoie
- Fontenay-aux-Roses
- Gennevilliers
- Issy-les-Moulineaux
- La Garenne-Colombes
- Le Plessis-Robinson
- Levallois-Perret
- Malakoff
- Meudon
- Montrouge
- Neuilly-sur-Seine
- Puteaux
- Rueil-Malmaison
- Saint-Cloud
- Sèvres
- Suresnes
- Vanves
- Villeneuve-la-Garenne

## Diviziuni administrative
- 3 arondismente;
- 45 cantoane;
- 36 comune;